# 올리비에 본
올리비에 아루나 본(프랑스어: Olivier Harouna Bonnes, 1990년 2월 7일 ~ )은 올리비에 본으로 불리는 니제르의 축구 선수이다. 포지션은 중앙 미드필더이다. 현재 K3리그의 화성 FC 소속이다. 한국에서의 등록명은 본즈이다. 본즈는 니제르와 프랑스 이중국적자이며 K리그에서는 프랑스 국적으로 등록하였다.

## 클럽 경력
프랑스 FC 낭트의 유소년 팀을 거쳐 2009년 1군 팀에 데뷔하였으나 많은 경기에 출전하지 못하였고, 2011년 릴로 이적하여 1시즌 간 B팀에서 활약하였다.
2012년 벨기에의 FC 브뤼셀로 이적하여 리그 26경기에 출전하여 4골을 기록하였다. 2014년엔 불가리아 2부 리그의 베레야에 입단하였고 2015년 여름 로코모티프 플로브디프로 이적하며 1부 리그에 진출하였다. 2016년 1월부터 시즌 종료까지 같은 1부 리그의 팀인 몬타나에서 반 시즌 간 활약하였다.
2016년 7월, 입단 테스트를 거쳐 K리그 클래식의 광주 FC에 입단하였다.
2018년 7월 19일 여름 이적시장을 통해 성남 FC로 이적했다.
2019시즌을 앞두고 우즈베키스탄의 코칸트 1912에 입단했다. 하지만 6개월 후인 여름 이적시장에 팀을 떠났다.
이후 6개월간 무적 신분으로 보낸 후 2020시즌을 앞두고 K3리그의 화성 FC에 입단하면서 한국 무대로 돌아왔다.

## 국가대표팀 경력
2011년 니제르 대표팀의 유니폼을 입고 A매치 데뷔전을 치렀다. 2012년엔 아프리카 네이션스컵에 출전하였다.